# 腓特烈·威廉 (梅克倫堡-施特雷利茨)
腓特烈·威廉·卡尔·格奥尔格·恩斯特·阿道夫·古斯塔夫（Friedrich Wilhelm Karl Georg Ernst Adolf Gustav，1819年10月17日—1904年5月30日），梅克倫堡-施特雷利茨大公，1860年至1904年在位。

## 生平
弗里德里希·威廉是梅克伦堡-施特雷利茨大公格奥尔格与黑森-卡塞尔的玛丽的长子，1819年10月17日生于梅克伦堡-施特雷利茨大公国首都新施特雷利茨。他的祖辈详见下表：
| 梅克伦堡-施特雷利茨大公弗里德里希·威廉 | 父亲: 梅克伦堡-施特雷利茨大公格奥尔格 | 祖父: 梅克伦堡-施特雷利茨大公卡尔二世           | 祖父之父: 梅克伦堡-施特雷利茨的卡尔·路德维希·弗里德里希 |
| 梅克伦堡-施特雷利茨大公弗里德里希·威廉 | 父亲: 梅克伦堡-施特雷利茨大公格奥尔格 | 祖父: 梅克伦堡-施特雷利茨大公卡尔二世           | 祖父之母: 萨克森-希尔德堡豪森的伊丽莎白·阿尔贝汀        |
| 梅克伦堡-施特雷利茨大公弗里德里希·威廉 | 父亲: 梅克伦堡-施特雷利茨大公格奥尔格 | 祖母: 黑森-达姆施塔特的弗里德里克·卡洛琳·路易丝 | 祖母之父: 黑森-达姆施塔特的格奥尔格·威廉                |
| 梅克伦堡-施特雷利茨大公弗里德里希·威廉 | 父亲: 梅克伦堡-施特雷利茨大公格奥尔格 | 祖母: 黑森-达姆施塔特的弗里德里克·卡洛琳·路易丝 | 祖母之母: 莱宁根-海德斯海姆的路易丝                     |
| 梅克伦堡-施特雷利茨大公弗里德里希·威廉 | 母亲: 黑森-卡塞爾的瑪麗               | 外祖父: 黑森-卡塞尔的弗里德里希                 | 外祖父之父: 黑森-卡塞尔领地伯爵弗里德里希二世           |
| 梅克伦堡-施特雷利茨大公弗里德里希·威廉 | 母亲: 黑森-卡塞爾的瑪麗               | 外祖父: 黑森-卡塞尔的弗里德里希                 | 外祖父之母: 大不列颠、爱尔兰和汉诺威公主玛丽            |
| 梅克伦堡-施特雷利茨大公弗里德里希·威廉 | 母亲: 黑森-卡塞爾的瑪麗               | 外祖母: 拿骚-乌辛根的卡洛琳                     | 外祖母之父: 拿骚-乌辛根亲王卡尔·威廉                    |
| 梅克伦堡-施特雷利茨大公弗里德里希·威廉 | 母亲: 黑森-卡塞爾的瑪麗               | 外祖母: 拿骚-乌辛根的卡洛琳                     | 外祖母之母: 莱宁根-海德斯海姆的卡洛琳·菲利奇塔斯        |

弗里德里希·威廉在新施特雷利茨度过了童年。青年时曾在波恩求学，完成学业后周游了意大利、瑞士等国。
1860年9月6日，父亲格奥尔格大公去世，他继位成为梅克伦堡-施特雷利茨大公。
弗里德里希·威廉统治期间，梅克伦堡-施特雷利茨先后加入了北德意志邦聯和德意志帝国。
弗里德里希·威廉于1904年去世，他的独子阿道夫·弗里德里希五世成为他的继承人。

### 弗里德里希·威廉时代的梅克伦堡-施特雷利茨首相
- 威廉·冯·博恩施托尔夫（Wilhelm von Bernstorff），任期：1850年—1862年
- 博恩哈德·恩斯特·冯·彪罗（Bernhard Ernst von Bülow），任期：1862年—1868年
- 约翰·冯·汉默施泰因-洛克斯滕（Johann von Hammerstein-Loxten），任期：1868年—1872年
- 阿·冯·皮佩（A. von Piper），任期：1872年—1885年（看守内阁）
- 弗里德里希·威廉·奥托·乌尔里希·卡尔·赫尔穆特·冯·德维茨（Friedrich Wilhelm Otto Ulrich Karl Helmut von Dewitz），任期：1885年—1907年

## 婚姻与子女
1843年6月28日，腓特烈·威廉在白金汉宫与大不列颠和爱尔兰公主劍橋的奧古斯塔结婚，剑桥的奥古斯塔是大不列颠王子、剑桥公爵阿道夫·弗雷德里克的长女，大不列颠、爱尔兰和漢諾威国王乔治三世的孙女也是自己的远房表妹。腓特烈·威廉与奥古斯塔有兩个儿子：
- 長子腓特烈·威廉（Friedrich Wilhelm，1845年—1845年），夭折
- 次子阿道夫·腓特烈·奥古斯特·维克多·恩斯特·阿达尔贝特·古斯塔夫·威廉·威灵顿（Adolf Friedrich August Viktor Ernst Adalbert Gustav Wilhelm Wellington，1848年7月22日—1914年6月11日），1904年继位为梅克伦堡-施特雷利茨大公。

| 腓特烈·威廉 (梅克倫堡-施特雷利茨) 梅克伦堡王朝出生于：1819年10月17日逝世於：1904年5月30日 | 腓特烈·威廉 (梅克倫堡-施特雷利茨) 梅克伦堡王朝出生于：1819年10月17日逝世於：1904年5月30日 | 腓特烈·威廉 (梅克倫堡-施特雷利茨) 梅克伦堡王朝出生于：1819年10月17日逝世於：1904年5月30日 |
| ----------------------------------------------------------------------------------------- | ----------------------------------------------------------------------------------------- | ----------------------------------------------------------------------------------------- |
| 前任： 格奥尔格                                                                           | 梅克伦堡-施特雷利茨大公 1860年—1904年                                                     | 繼任： 阿道夫·弗里德里希五世                                                              |